# Santuari de Sant Josep de la Muntanya
El Santuari de Sant Josep de la Muntanya és un edifici situat al barri de la Salut de Barcelona, catalogat com a bé cultural d'interès local. Pertanyent a la congregació de les Mares de Desemparats i Sant Josep de la Muntanya, és un centre de culte i pelegrinatge, el primer del món dedicat a Sant Josep. També acull l'obra social iniciada per la beata Petra de Sant Josep, i actualment és un centre d'acollida de menors en risc d'exclusió social.

## Història
Es troba en una finca donada per Carme Masferrer a la congregació el 1895, que fins aleshores havia ocupat diversos edificis a Barcelona. El 14 d'agost d'aquest any s'hi va posar la primera pedra i es va inaugurar el 20 d'abril de 1902. L'autor fou Francesc Berenguer i Mestres, que en no tenir el títol oficial d'arquitecte, va fer signar els plànols pel seu amic Miquel Pasqual i Tintorer, arquitecte municipal de Gràcia en aquella data. El constructor fou Antoni Barba.
Després de la inauguració, les obres es continuaren amb lentitud fins més enllà de la mort de Berenguer el 1914. Aquest va ser també l'encarregat de la decoració interior, altars, púlpits, confessionaris, etc., si bé van ser reconstruïts després de la Guerra Civil. En resten encara mostres de ceràmica d'Òrriols amb elements florals en diversos punts, com ara al vestíbul.
El 1903 es fundà la Pia Unió de Sant Josep i una revista per a propagar la devoció al santuari, que esdevingué molt popular entre els barcelonins, que escrivien cartes al sant demanant-li favors i eren cremades en processó mensual, i el 1908, el rei Alfons XIII li va atorgar el títol de Reial. El 1921 es feu la coronació canònica de la imatge de Sant Josep, i el 1961 es va iniciar la construcció de la nova capella a l'esplanada, al peu de la doble escala, que es va acabar el març de 1972.

## Descripció
Està format per un conjunt d'edificacions unificat per la utilització al seu parament de maçoneria, excepte els emmarcaments de les obertures i les cantoneres, realitzades amb pedra tallada. Es defineixen tres cossos, el convent-asil, l'església al centre i la casa de les novícies. Els tres, adjacents entre ells, es presenten com un conjunt aïllat, amb la façana principal orientada a migdia. És en aquesta façana on es localitzen els tres portals independents d'accés que donen a una plataforma elevada a la què s'accedeix des d'una esplanada congregacional per una escala doble.

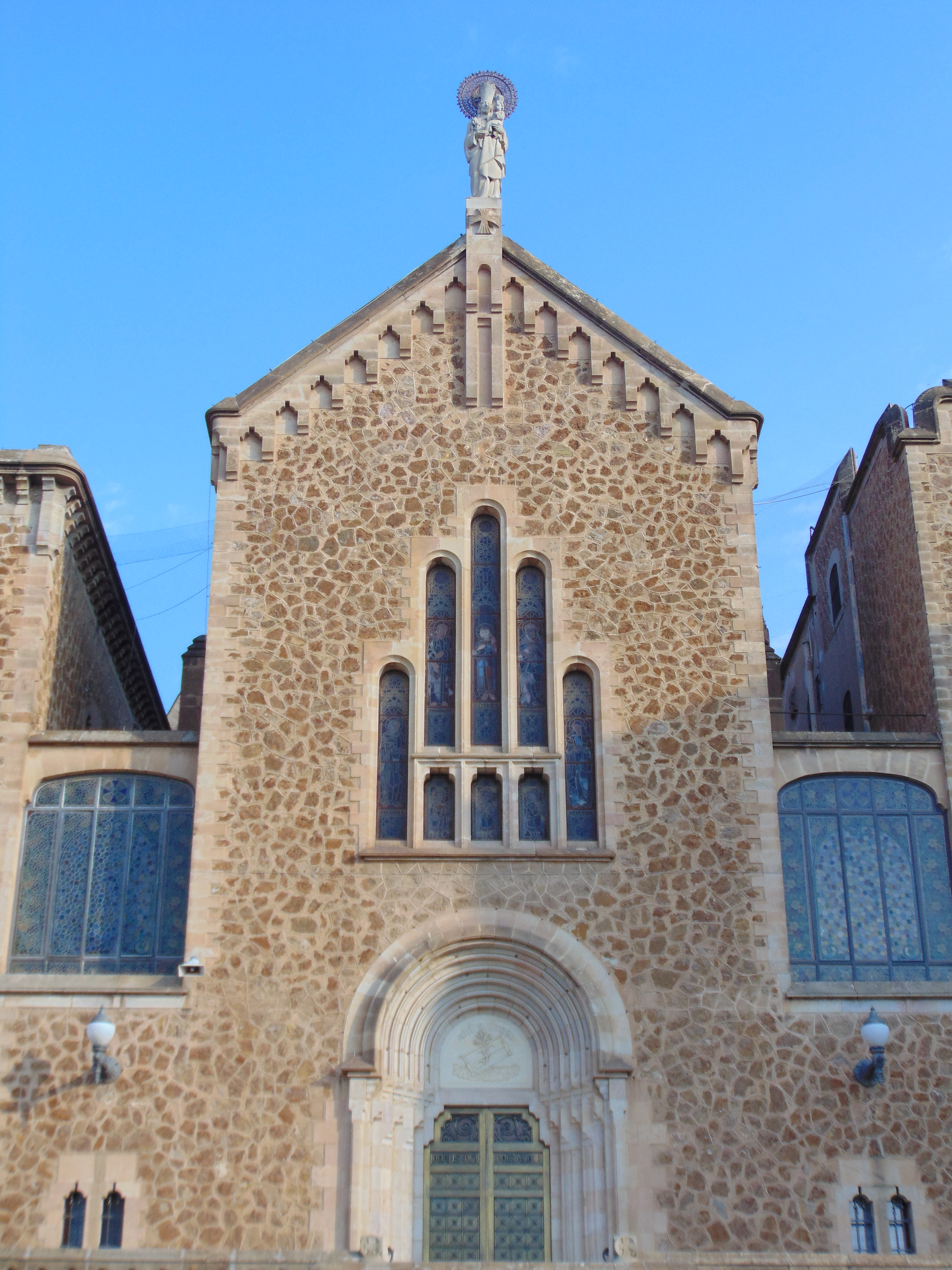
Façana de l'església

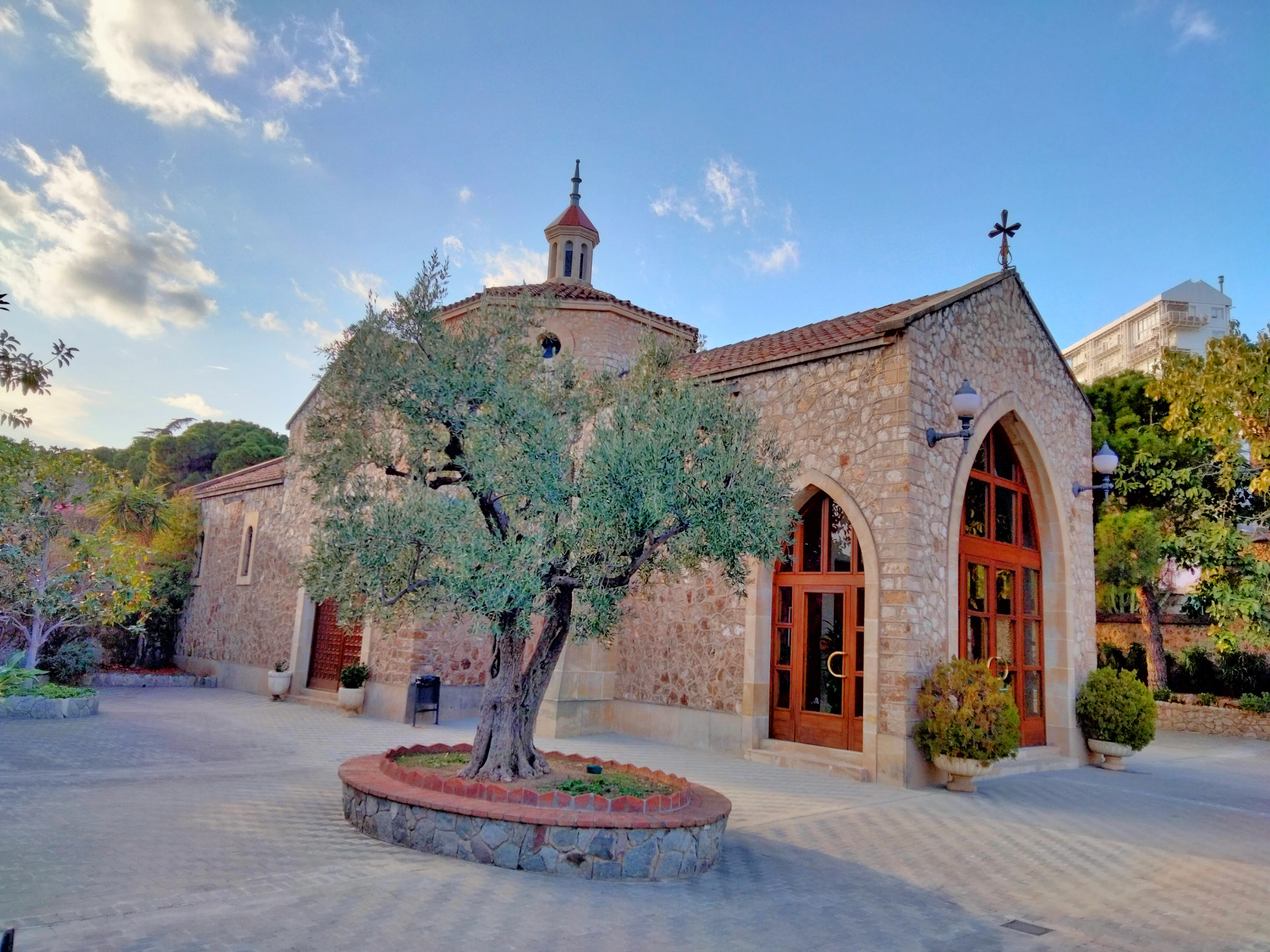
Capella

El convent-asil té planta baixa i tres pisos, amb coberta a doble vessant. A l'angle sud-oest hi ha una torre mirador amb un pis més a manera de galeria i coronada per una terrassa. Les obertures presenten diverses tipologies: simples, geminades i triforades, totes elles rematades amb arcs angulars. L'accés al interior es fa des del primer pis, al costat esquerre. Aquest dona pas a un ample vestíbul que amb el claustre central serveixen de nuclis distribuïdors. El claustre presenta dos pisos de columnes de ferro i arcs rebaixats de maó.
L'església ocupa el cos central, està orientada nord-sud i està coberta per una teulada a doble vessant. És un temple de nau única, amb transsepte, absis semicircular amb finestres verticals i una gran capella del Santíssim Sagrament. Es cobreix amb voltes bufades sobre arcs recollits en pilastres. Aquestes, que no arriben a terra, es recullen en mènsules de pedra en què és ben patent la característica decoració de Berenguer, present també als capitells, al via-crucis i a les portes. La resta dels ornaments inclosos vitralls, mosaics de les voltes, pintures, trona, altars... són obra moderna posterior a la guerra, durant la qual es destruïren els que Berenguer havia dissenyat. Entre aquestes, hi ha un retrat de Petra de Sant Josep a l'oratori on va morir, obra de l'artista Isabel Guerra Peñamaría.
L'últim cos, situat a llevant, va ser dissenyat com un edifici d'habitatges amb semisoterrani, planta baixa, principal i dos plantes pis. Ressalta el principal, amb balcons i tribuna central, així com una capella. L'edifici es dedicat a casa de novícies.